# Frank Herbert
Frank Patrick Herbert (Tacoma, Washington, 1920. október 8. – Madison, Wisconsin, 1986. február 11.) sokoldalú amerikai sci-fi-író, akinek érdeklődése és tudása számtalan területet érintett és ez regényein is megmutatkozik. Fő műve, A Dűne összetett és sokrétű mű. Ezt a regényét több tucat nyelvre lefordították, és közel 20 millió példányt adtak el belőle. Elnyerte a Hugo- és a Nebula-díjat is.

## Élete

### Korai évek
Herbert Washington államban nőtt fel. Apja idősebb Frank Patrick Herbert, anyja Eileen McCarthy Herbert. Alkoholproblémával küzdő munkásosztálybeli család volt. Így az ifjabb Herbert gyerekkorában ideje nagy részét magára hagyva, könyvek olvasásával töltötte és – fia, Brian elmondása szerint – már nyolcéves korában elhatározta, hogy ő is könyveket fog írni. Sokat költöztek egyik helyről a másikra, szülei egyik vállalkozásból a másikba fogtak. Ezt a gyökértelen életmódot felnőtt korában Herbert is átvette, és évekig utazott családjával városról városra jobb lehetőségeket keresve. Kíváncsi természete volt, és a választ keresve olvasta a könyveket, amelyekhez hozzájutott. Tizenkét éves korára elolvasta Shakespeare műveit. Imádta Rover Boys kalandjait, H. G. Wells, Jules Verne és Edgar Rice Burroughs sci-fi regényeit. Korán kitűnt életkorát meghazudtoló komolyságával és lexikális tudásával. Gyermekkorában katolikus neveltetést kapott, de felnőtt korában inkább a zen buddhizmust fogadta el.
1938-ban fejezte be középiskolai tanulmányait a Salem High Schoolban, 1939-ben – hazudva koráról – újságírói munkát kapott a Glendale Starnál. A második világháborúban fotósként dolgozott, majd utána a Oregon Journal folyóiratnál. 1941-ben összeházasodott a tizenéves Flora Parkinsonnal, született egy lányuk, Penny. 1945-ben elváltak. 1946-ban a Washingtoni Egyetemre járt, ahol megismerkedett Beverly Ann Stuart Forbesszal, aki szintén kreatív írást (creative writing) tanult, amely a nem szakírás elsajátítását jelenti kezdők számára. Az osztályból csak ők ketten publikáltak már hallgatóként újságnál. Frank Herbert két ponyvatörténetet adott el két magazinnak, míg Beverly Ann Stuart egy romantikus történettel jelent meg a Modern Romance magazin hasábjain. 1946. június 20-án összeházasodnak Seattle-ben (Washington állam). Két gyermekük született, Brian 1947-ben, Bruce 1951-ben. Brian Herbert elmondása szerint szigorú és fegyelmet követelő szülő volt, nehezen boldogult az apaszereppel, sok esetben volt türelmetlen és goromba. Nem volt érzéke a pénzügyekhez, egész életében problémái voltak az adóhatósággal az elhanyagolt befizetések és adózási papírmunkák miatt.
1947-ben abbahagyta az egyetemet, nem is diplomázott le. Bevallása szerint a tanulás érdekelte és nem a vizsgák, habár feltételezhetően közrejátszottak anyagi nehézségek is. Még abban az évben a Tacoma Timesnál kezdett dolgozni.
Frank Herbert első sci-fi történetét 1951-ben adta el a Startling Storiesnak, „Looking for Something” (Keresni valamit) címmel. Az 1950-es és 1960-as években néha választási beszédeket is írt republikánus kongresszusi jelölteknek. Habár ezen jelöltek mindegyike veszített a megmérettetésen, de Herbert jó kapcsolatot épített ki velük, és tapasztalatot szerzett a szövevényes politikáról. 

### Az írói karrier kezdete
Saját történetek írása mellett újságoknál dolgozott, többek között a Seattle Starnak, az Oregon Statesmannek és a San Francisco Examiner's kaliforniai életmód magazinnak. 1955-ben írta meg a Tengeri sárkány könyvét, amit a szakma jól fogadott, de nem lett túl sikeres az eladott példányszám tekintetében. A regény egy jövőbeli olajválságtól sújtott Földön egy tengeralattjáró kalandjairól szól. A könyvben vázolta föl ötletét, miszerint ostobaság a víznél könnyebb olajat fém tankerekkel szállítani, amikor praktikusabb lenne hosszú „gumi sárkánykígyók”-ban tárolni és azokat vontatni. 1958-ban a British Dunlop cég Herbert ötlete alapján elkészített egy ilyen eszközt és „Dracone” néven értékesíteni kezdte. Arthur C. Clarke és Fritz Leiber tanácsolta, hogy védje le ötletét, de a jog kínálta reagálási időn már túl voltak.
1958-ban egy értekezést írt az amerikai mezőgazdasági minisztérium (United States Department of Agriculture) egyik kutatásával kapcsolatban, – miszerint az oregoni Florence-ban a vándorló homokdűnék megállíthatók füvesítéssel – „Megállították a futóhomokot” címmel. A vándorló homokdűnéket megfigyelve vázolja fel azon teóriáját, hogy a homokdűnék mozgása a folyadékhoz hasonlatos, csak lassabban megy végbe. Az írást azonban nem közölte a Francisco Sunday Examiner és a Chronicle’s California Living sem.

### A Dűne születése
1959-ben kezdte el az anyaggyűjtést A Dűne regényhez. Köszönhetően odaadó feleségének, aki rajongva szerette, és munkát vállalt mint reklámszövegíró, a család keresetéről gondoskodva, teljes figyelmét a születendő műnek szentelhette ezekben az években. Hat évnyi kutatómunka és éjszakába nyúló írás után készült el élete fő műve, ami jóval hosszabb idő, mint az átlagos kereskedelmi regények esetén szokásos volt. A Dűne egy összetett, szociológiai, ökológiai, vallási és filozófiai kérdéseket feszegető sci-fi regény lett, gazdag kulturális tartalommal. A mű megírásánál számos korábbi ismeretét beleszőtte ősi mítoszokról, keleti vallásokról, történelemről és saját életéből is. A terjedelmes mű két részre tagolódott, a „Dune World”-re (1963) és a „Prophet of Dune”-re (1965), és ritkaság volt, hogy egy sci-fi regény meghaladja az 500 oldalt. A hatévnyi erőfeszítés ellenére a kéziratot 23 kiadó utasította vissza. A visszautasítás okaként különböző érveket hoztak fel. Egyik kiadó úgy vélte, hogy a több száz oldalt nehéz átlátni, amíg a másik fárasztónak vélte a párbeszédeket, végül volt olyan is, aki látta benne a siker lehetőségét, de nem mert kockáztatni és visszautasítását így kezdte: „Talán az évtized hibáját követjük el…”. Habár a könyvkiadók ódzkodtak, a „Dune World”-öt John W. Campbell Analog magazinja közölte le három részben (1963 december – 1964 február), amely magazin korábban a Tengeri sárkányt is publikálta folytatásos sorozatként.. Később folytatták és a Prophet of Dune-t öt részben jelent meg a magazinban (1965 január – május), amelyet Sterling E. Lanier, a Chilton könyvkiadó egyik szerkesztője is olvasott. Lanier felajánlotta, hogy kiadnák a művet egyben, így végül a Chilton Books megvette a Dűnét 7500 dollárért és a jövőbeli eladási részesedésért. A könyv megjelenése előtt Herbert még átírta a művet. A Chilton könyvkiadónak – amely leginkább autószerelési kézikönyvek kiadásáról volt ismert – a szakkönyveiknek köszönhetően megszokott rutin volt a vaskos könyvek kiadása. A megjelenés után a szakmai siker elsöprő volt. A könyv elnyerte a Nebula-díjat a legjobb regény kategóriában és megosztva Roger Zelaznyvel a Hugo-díjat is. Az olvasóközönség érdeklődése már nem volt ilyen lehengerlő elsőre, de idővel kultikus művé vált. Habár 1968-ra már 20 000 dollár bevétele volt a regényből, de ez kevés volt ahhoz, hogy főállású regényíró legyen, azonban a siker lehetőségeket biztosított számára. Ekkor többek között dolgozik a Seattle Post-Intelligencer'snek (1969–1972), emellett előadó a Washingtoni Egyetemen (1970–1972), és ökológiai konzultáns Vietnám és Pakisztán számára (1972).

### További művek
Habár a fő műve, a Dűne kidolgozása és megírása hat évig tartott, de ez idő alatt Frank Herbert más műveken is dolgozott. A Dűne sikere miatti érdeklődési hullámnak köszönhetően több regényét is publikálhatta. 1965-ben az Amazing magazin leközölte a „A zöld agy (The Green Brain)” és a Galaxy magazinban a „Destination: Void” írását. Ez utóbbit később folytatás is követte Bill Ransommal közösen megírt „Pandóra trilógia” formájában (1979-88). A következő évben, 1966-ban a „The Eyes of Heisenberg” jelenik meg a Galaxy magazinban, amit néhány hónap múlva kiadnak könyvként is. 1967-ben a „Halandók és halhatatlanok (The Heaven Makers)” és a „The Santaroga Barrier” jelenik meg az Amazing magazinban. Közben novelláit is folyamatosan közlik le a különböző sci-fi magazinokban.
Annak ellenére, hogy Herbert ismertségét a Dűne regény ciklusnak köszönheti, nem ragad le a témánál és műveinek zöme nem a Dűne világában játszódik. Sokoldalúsága megmutatkozik abban, hogy írásai feldolgozzák a sci-fi változatos világának több típusát, sőt van amely művében el is tér a műfajtól („Lélekvadász”). Közös vonás írásai zömében leginkább a társadalmi és szociológiai hatás és interakciók sajátosságainak bemutatása.

### Karrierje csúcsa és a nehéz évek
1972-ben felmondott az újságnál, hogy főállásban író legyen. Az 1970-es és 1980-as években szakmailag termékeny időszakot élt, számtalan regényt írt, számos egyéb regény mellett folytatta a Dűne-regényciklust is. A Dűne gyermekei volt az első sci-fi regény, amely a New York Times bestsellerlistájára került. Ezen időszakban hol Mauin lévő házában (Hawaii), hol pedig a Washington állambeli Olympic-félszigeten lévő farmján élt, ahol számos alternatív energiagazdálkodási módszerrel kísérletezett. 1974-ben a boldog éveket problémák árnyékolták be. Feleségét, Beverly Ann Stuartot rákbetegség miatt operálni kellett. Habár az operáció után még tíz évet töltöttek együtt, de felesége egészsége megrendült a sugárkezelések miatt. 1984. február 7-én, 38 év együttlét után Beverly Ann elhunyt szívbetegségben (ebben ez évben jelent meg a A Dűne eretnekei című regény). Felesége halála után 1985-ben Herbert feleségül vette a nála jóval fiatalabb Theresa Shacklefordot (A Dűne Káptalanház publikációja ez évben történt).
Frank Herbertnél hasnyálmirigy- és májrákot fedeztek fel, és a feltáró műtét következtében fellépő tüdőembóliában hunyt el 1986. február 11-én a wisconsini kórházban.

## Művei
Frank Herbert karrierjét a Dűne regénnyel alapozta meg, amelyből végül is hat könyvet írt meg, de a ciklust lezárni halála előtt nem sikerült. Több sikeres sci-fi regényt írt, sokoldalú író volt. Kezdeti ismertségét megalapozta, hogy az első regényeit a könyv megjelenés előtt tudományos fantasztikus magazinokban publikálta folytatásos sorozatként. Ezt a gyakorlatot regényei zöménél később is megtartotta, illetve novellái is ilyen tematikus folyóiratokban jelentek meg a könyvkiadás előtt.

### Dűne-regényciklus
| A mű címe (eredeti cím)                    | Magazin megjelenés | Kiadó és első kiadás dátuma |
| ------------------------------------------ | --- | --------------------------- |
| A Dűne (Dune)                              | Analog magazin Dune World 1963. december–1964. február The Prophet of Dune (további két szekcióra tagolódott és öt számban jelent meg havonta) 1965. január–május. | Chilton Books, 1965         |
| A Dűne messiása (Dune Messiah)             | Galaxy magazin 1969. július–november | G.P. Putnam's Sons, 1970    |
| A Dűne gyermekei (Children of Dune)        | Analog magazin 1976. január–április | G.P. Putnam's Sons, 1976    |
| A Dűne istencsászára (God Emperor of Dune) | | G.P. Putnam's Sons, 1981    |
| A Dűne eretnekei (Heretics of Dune)        | | G.P. Putnam's Sons, 1984    |
| A Dűne Káptalanház (Chapterhouse: Dune)    | | G.P. Putnam's Sons, 1985    |

### További regényei
Az első könyvpublikáció sorrendjében:
| A mű címe                                     | Magazin megjelenés | Kiadó és első kiadás dátuma (Magyar megjelenés) | Megjegyzés |
| --------------------------------------------- | --- | ----------------------------------------------- | --- |
| The Dragon in the Sea (Tengeri sárkány)       | Astounding magazin 1955. november – 1956. január | Doubleday, 1956 (2010)                          | Egyéb címek: Under Pressure és 21st Century Sub                                                                   |
| The Green Brain (A zöld agy)                  | Amazing magazin 1965. március | Ace Books, 1966 (1994)                          | Egyéb címe: Greenslaves                                                                                           |
| Destination: Void Úti cél: ismeretlen         | Galaxy magazin 1965. augusztus | Berkeley, 1966 (2013)                           | Egyéb címek: Do I Wake or Dream? A Pandóra trilógia előzménye                                                     |
| The Eyes of Heisenberg (Heisenberg szeme)     | Galaxy magazin 1966. június-augusztus. | Berkeley, 1966 (2011)                           | Egyéb címe: Heisenberg's Eyes                                                                                     |
| The Heaven Makers (Halandók és halhatatlanok) | Amazing magazin 1967. április–június | Avon, 1968 (1995)                               | |
| The Santaroga Barrier                         | Amazing magazin 1967. október – 1968. február | Berkeley, 1968                                  | |
| Whipping Star (Csillagkorbács)                | Worlds of If magazin 1970. január–április | G.P. Putnam's Sons, 1970 (2009)                 | ConSentient regényciklus első része                                                                               |
| Soul Catcher (Lélekvadász)                    | | G.P. Putnam's Sons, 1972 (1997)                 | |
| The Godmakers                                 | Astounding magazin You Take the High Road 1968. május Missing Link 1959. február Operation Haystack 1959. május Fantastic magazin The Priests of Psi 1960. február | G.P. Putnam's Sons, 1972                        | |
| Hellstorm’s Hive                              | Galaxy magazin 1972. november – 1973. március | Doubleday, 1973                                 | Egyéb cím: Project 40 Apollo-díjat nyert 1978-ban, mint abban az évben Franciaországban megjelent legjobb sci-fi. |
| The Dosadi Experiment (Dosadi kísérlet)       | Galaxy magazin, 1977. május–augusztus | G.P. Putnam's Sons, 1977 (1994)                 | ConSentient regényciklus második része                                                                            |
| Direct Descent                                | Astounding magazin 1954. december | Ace Books, 1980                                 | Egyéb cím: Packrat Planet                                                                                         |
| The White Plague (Védett nők)                 | | G.P. Putnam's Sons, 1982 (1993)                 | Egyéb cím: A fehér pestis                                                                                         |
| Man of two Worlds                             | | G.P. Putnam's Sons, 1986                        | fiával, Briannel közösen írta                                                                                     |

### Bill Ransommal közösen írt regényei (Pandóra trilógia)
| A mű címe                                                     | Magazin megjelenés           | Kiadó és első kiadás dátuma |
| ------------------------------------------------------------- | ---------------------------- | --------------------------- |
| The Jesus Incident A trilógia előzménye: „Destination: Void”. | Analog magazin 1979. február | G.P. Putnam's Sons 1979     |
| The Lazarus Effect                                            |                              | G.P. Putnam's Sons, 1983    |
| The Ascension Factor                                          |                              | G.P. Putnam's Sons, 1988    |

### Novellái
- „Survival of the Cunning”, Esquire, 1945. március
- „Yellow Fire”, Alaska Life magazin, 1947. június
- „Looking for Something?” Startling Stories, 1952. április
- „Operation Syndrome”, Astounding magazin, 1954. június
- „The Gone Dogs”, Amazing magazin, 1954. november
- „Rat Race”, Astounding magazin, 1955. július
- „Occupation Force”, Fantastic magazin, 1955. augusztus
- „The Nothing”, Fantastic Universe magazin, 1956. január
- „Cease Fire”, Astounding magazin, 1956. január
- „Old Rambling House”, Galaxy magazin, 1958. április
- „You Take the High Road”, Astounding magazin, 1958. május
- „A Matter of Traces”, Fantastic Universe magazin, 1958. november
- „Egg and Ashes”, Worlds of If magazin, 1960. november
- „A-W-F Unlimited”, Galaxy magazin, 1961. június
- „Try to Remember”, Amazing magazin, 1961. október
- „Mating Call”, Galaxy magazin, 1961. október
- „Mindfield”, Amazing magazin, 1962. március
- „The Mary Celeste Move”, Analog magazin, 1964. október
- „The Tactful Saboteur”, Galaxy magazin, 1964. október
- „Committee of the Whole”, Galaxy magazin, 1965. április
- „The GM Effect”, Analog magazin, 1965. június
- „The Primitives”, Galaxy magazin, 1966. április
- „Escape Felicity”, Analog magazin, 1966. június
- „By the Book”, Analog magazin, 1966. augusztus
- „The Featherbedders”, Analog magazin, 1967. augusztus
- „The Mind Bomb” (aka „The Being Machine”), Worlds of If magazin, 1969. október
- „Seed Stock”, Analog magazin, 1970. április
- „Murder Will In”, The Magazine of Fantasy and Science Fiction, 1970. május
- „Encounter in a Lonely Place”, The Book of Frank Herbert, New York: DAW Books, 1973
- „Gambling Device”, The Book of Frank Herbert New York, DAW Books, 1973
- „Passage for Piano”, The Book of Frank Herbert New York, DAW Books, 1973
- „The Death of a City”, Future City, Trident Press: New York, 1973
- „Come to the Party” with F. M. Busby, Analog magazin, 1978. december
- „Songs of a Sentient Flute”, Analog magazin, 1979. február
- „Frogs and Scientists”, Destinies, Ace Books, 1979. augusztus–szeptember
- „Feathered Pigs”, Destinies, Ace Books, 1979. október–december
- „The Road to Dune”, Eye, New York: Berkeley, 1985

### Egyéb könyvek
- Threshold: The Blue Angels Experience, Ballantine, 1973

Dokumentumkönyv a The Blue Angels repülő különítményről.
- Without Me, You're Nothing (társszerző: Max Barnard), Pocket Books, 1981

Személyi számítógépekhez használati útmutató.

## Magyarul
- A Dűne. Tudományos fantasztikus regény, 1-2.; ford. Békés András; Kozmosz Könyvek, Budapest, 1987 (Kozmosz fantasztikus könyvek)
- Dűne messiása; ford. Gáspár András, versford. Szalkai László; Walhalla Páholy, Budapest, 1992
- Dűne gyermekei; ford. Kornya Zsolt; Valhalla Páholy, Budapest, 1993
- Védett nők. A fehér pestis; ford. Kornya Zsolt; Valhalla Páholy–Totem, Budapest, 1993
- Dűne eretnekei; ford. Hoppán Eszter; Valhalla Páholy, Budapest, 1994
- A dosadi kísérlet; Valhalla Páholy–Totem, Budapest, 1994
- A zöld agy; ford. Sóvágó Katalin; Móra, Budapest, 1994
- Dűne Isten-császára; ford. Hoppán Eszter; Valhalla Páholy, Budapest, 1994
- Halandók és halhatatlanok; ford. Füssi Nagy Géza; Móra, Budapest, 1995
- Dűne. Káptalanház; ford. Hoppán Eszter; Valhalla Páholy, Budapest, 1995
- Lélekvadász; ford. Loósz Veronika; Totem, Budapest, 1997
- Csillagkorbács. A dosadi kísérlet előzménye; ford. Szente Mihály; Szukits, Szeged, 2009
- Tengeri sárkány; ford. F. Nagy Piroska; Szukits, Szeged, 2010
- Heisenberg szeme; ford. F. Nagy Piroska; Szukits, Szeged, 2011
- Frank Herbert teljes science fiction univerzuma. 1. A Dűne; Szukits, Szeged, 2013
- A Dűne istencsászára. Dűne 04; ford. Horváth Norbert; Gabo, Budapest, 2021
- A Dűne eretnekei; ford. Horváth Norbert; Gabo, Budapest, 2022

### Egyéb, társszerzők, kiegészítések, folytatások
- Brian Herbert–Kevin J. Andersonː A Dűne. Az Atreides-ház; ford. Mohácsi Enikő; Szukits, Szeged, 2000
- Brian Herbert–Kevin J. Andersonː A Dűne. A Harkonnen-ház; ford. Mohácsi Enikő; Szukits, Szeged, 2001
- Brian Herbert–Kevin J. Andersonː A Dűne. A Corrino-ház; ford. Mohácsi Enikő; Szukits, Szeged, 2002
- Brian Herbert–Kevin J. Andersonː A Dűne homokférgei; Frank Herbert alapján, ford. Galamb Zoltán; Szukits, Szeged, 2008
- Frank Herbert–Brian Herbert–Kevin J. Andersonː A Dűne ösvényei; ford. Galamb Zoltán; Szukits, Szeged, 2009
- Brian Herbert–Kevin J. Andersonː A Dűne fia, Paul; Frank Herbert alapján, ford. Galamb Zoltán; Szukits, Szeged, 2011